# Bahnhof Berlin Innsbrucker Platz
Der Bahnhof Berlin Innsbrucker Platz ist eine 1933 eröffnete S-Bahn-Station an der Berliner Ringbahn. Nördlich davon liegt der U-Bahnhof Innsbrucker Platz, der bereits 1910 in Betrieb ging. Am S-Bahn-Zugang gibt es auch einen Zugang zur U-Bahn, sodass ein Umstieg zwischen beiden Verkehrsmitteln möglich ist. Der Bahnhof liegt im Berliner Bezirk Tempelhof-Schöneberg, wobei der S-Bahnhof im Ortsteil Friedenau und der U-Bahnhof im Ortsteil Schöneberg am namensgebenden Platz liegt. Die Bahnhöfe befinden sich unmittelbar an der Stadtautobahn an der Kreuzung der Ringbahn mit der Hauptstraße und werden von den S-Bahn-Linien S41, S42 und S46 sowie der U-Bahn-Linie U4 bedient. Der U-Bahnhof steht heute unter Denkmalschutz. Zum U-Bahnhof gehört seit den 1970er Jahren auch der ungenutzte Rohbau für die ursprünglich geplante U-Bahn-Linie U10.
Südwestlich des S-Bahnhofs, an den Fernbahngleisen, lag der Güterbahnhof Wilmersdorf, auf dessen Gelände sich inzwischen ein Gewerbegebiet sowie das Wohnquartier Friedenauer Höhe befinden.

## U-Bahnhof

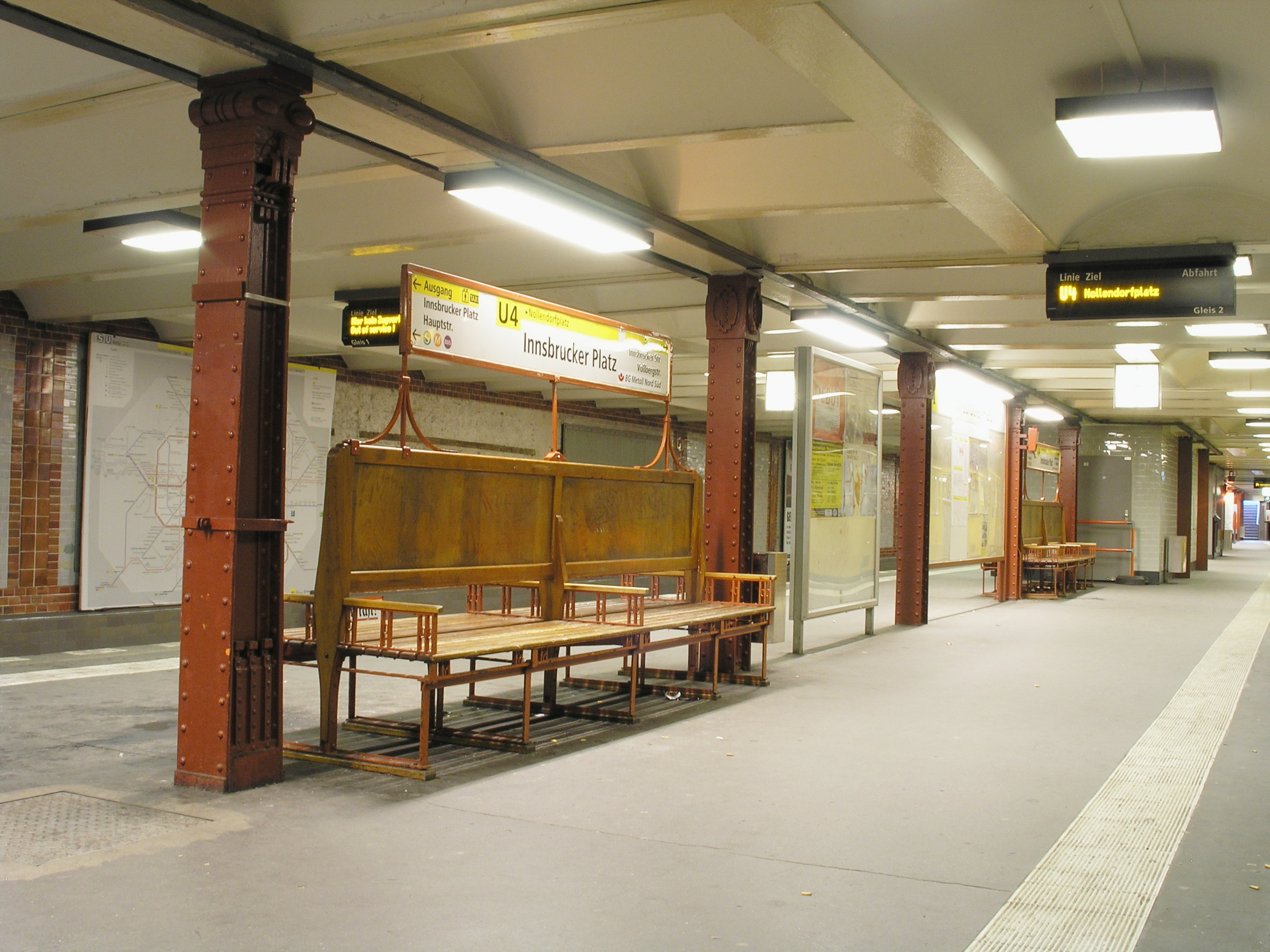
Bahnsteig der U-Bahn, Sitzbank im historischen Stil

Der ursprünglich Hauptstraße genannte U-Bahnhof liegt am südlichen Ende der Innsbrucker Straße und ging 1910 in Betrieb. Er entstand in den Jahren 1909/1910 im Rahmen des Baues der Schöneberger U-Bahn (heute: Linie U4) und wurde von Paul Jatzow gestaltet. Der als Steinportal ausgeführte Eingang zum U-Bahnhof befand sich ursprünglich in der Mitte der Innsbrucker Straße auf einer Verkehrsinsel, wurde aber bereits in den 1920er Jahren in die Mitte des damals neugestalteten Innsbrucker Platzes verlegt und mit der Straßenbahn verknüpft. Der Zugang führte über einen dekorativen Vorraum zum Bahnsteig.

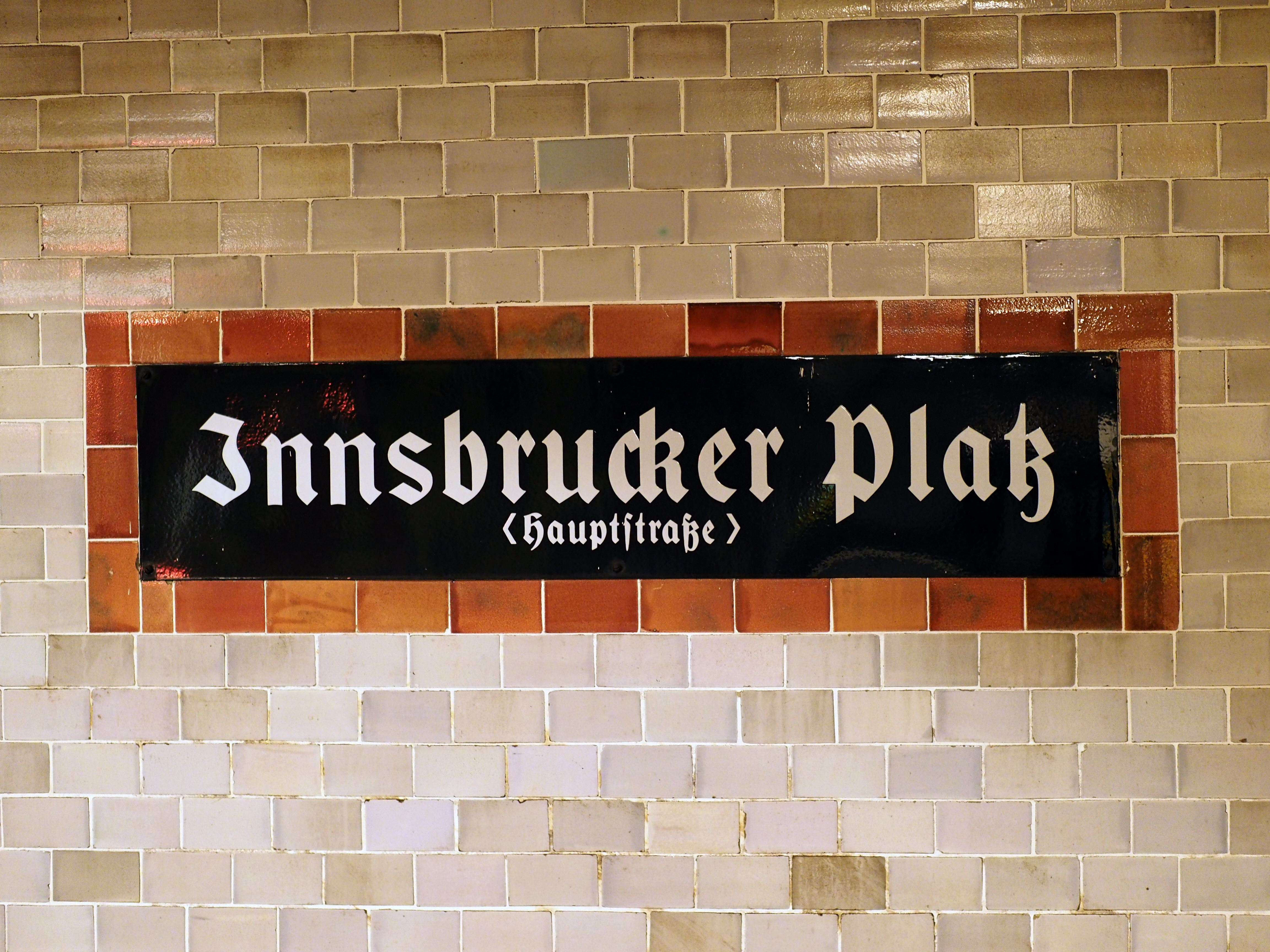
Namensschild und Wandfliesen

Der Bahnsteig des U-Bahnhofs wurde als zunächst 45 m langer Mittelbahnsteig angelegt und ähnelt mit Asphaltboden, genieteten Metallstützen und gefliesten Wänden den anderen, zur gleichen Zeit entworfenen Bahnhöfen der Schöneberger U-Bahn. Die Wände hinter den Gleisen sind mit großformatigen rotbraunen Keramikfliesen versehen, die sich weitgehend bis heute erhalten haben. Bei der Decke gibt es hingegen Abweichungen zu den anderen Bahnhöfen: Über der Bahnsteigkante wechseln sich quer- und längsgestellte Tonnengewölbe ab. Bereits um 1920 wurde der anfangs nur für drei Wagen vorgesehene Bahnsteig des U-Bahnhofs auf die heutigen 90 m verlängert.
Der Bahnhof war als provisorischer Endhaltepunkt angelegt und hätte bei einer Verlängerung der U-Bahn nach Süden wesentlich umgestaltet oder sogar verlegt werden sollen. Südlich des U-Bahnhofs schloss sich ein Tunnel an, der zu einer Kehr- und Abstellanlage unter der Eisackstraße führte sowie zum Abzweig zur oberirdischen Betriebswerkstatt der Schöneberger U-Bahn. Es war vorgesehen, die Tunnelstrecke in der Eisackstraße langfristig in Richtung Schöneberger Südgelände in der Nähe des Grazer Damms zu verlängern.
Nachdem die Schöneberger U-Bahn 1926 am umgebauten U-Bahnhof Nollendorfplatz direkt mit dem Gleisnetz der Berliner U-Bahn verbunden worden war, entfiel die Notwendigkeit eigener Werkstattkapazitäten. 1932 wurde die Betriebswerkstatt südlich der Eisackstraße geschlossen. Auf dem Gelände der Betriebswerkstatt befindet sich heute ein Schulhof; die Ausfahrtrampe ist heute noch erkennbar.
Im Zuge des Baues des Ringbahnhofs (s. o.), der ein direktes Umsteigen zur S-Bahn ermöglichte, wurde der U-Bahnhof am 1. Juli 1933 in Innsbrucker Platz (Hauptstraße) umbenannt. Entsprechend den Zeitumständen wurde die neue Bahnhofsbeschilderung in Frakturschrift ausgeführt, deren Gebrauch in der ersten Phase der NS-Herrschaft stark ausgeweitet wurde. Da in Verkehrsanlagen zuvor und danach die lateinische Schrift üblich war, stellt der 1933 benannte Bahnhof mit seinen Schildern eine Ausnahme im Berliner U-Bahn-Netz dar.
Nachdem der U-Bahnhof im Zweiten Weltkrieg schwer beschädigt worden war, aber bereits am 16. Dezember 1945 wieder in Betrieb genommen werden konnte, baute man 1954 den Zugang zum Bahnhof komplett um. Der Zugang auf der Mittelinsel wurde geschlossen, stattdessen wurde nördlich des Platzes in der Innsbrucker Straße ein neuer Zugang in einem rundum verglasten Pavillon im typischen Stil der 1950er Jahre geschaffen, der über eine Treppe direkt auf den Bahnsteig führte.

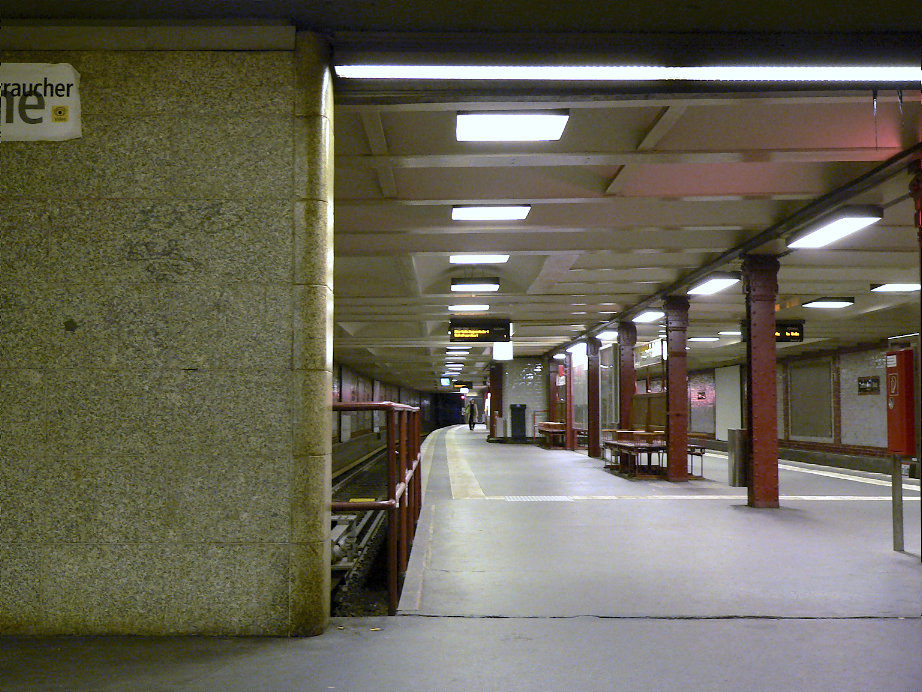
Stumpfes Ende der U4 an massivem Pfeiler

Der Bau der als Stadtring angelegten Stadtautobahn 100, die in einem Tunnel unter dem Innsbrucker Platz hindurchgeführt wurde, machte zwischen 1971 und 1979 einen weiteren Umbau erforderlich. Zwischen der Straßenoberfläche und dem Autobahntunnel wurde ein großes Verteilergeschoss angelegt, und der südliche Tunnel der bestehenden U-Bahn wurde abgetrennt. Ein Weiterbau der U4 nach Süden war damit nicht mehr möglich, und auch die Abstellanlage südlich des Innsbrucker Platzes konnte nicht mehr benutzt werden. Die Gleise der U4 enden seitdem stumpf am Bahnsteig.

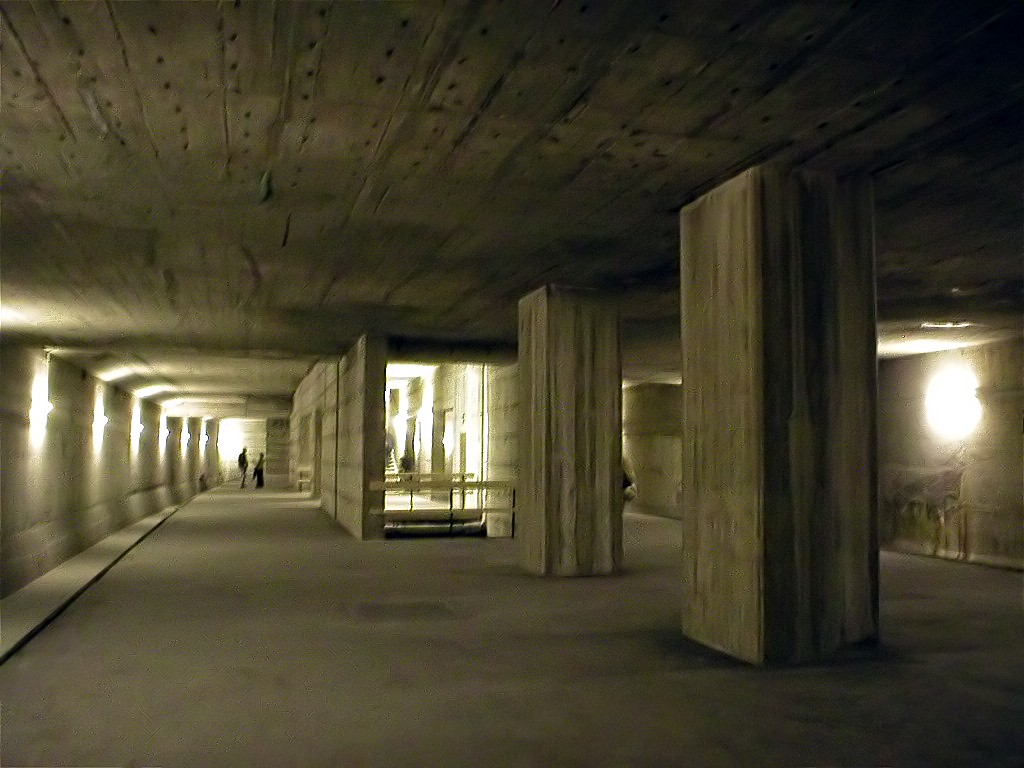
Bahnhofsrohbau für die U10

Stattdessen wurde unter dem Autobahntunnel unter der Hauptstraße der Rohbau für einen Bahnhof für die geplante U-Bahn-Linie U10 errichtet. Gleichzeitig wurden der in den 1950er Jahren gebaute verglaste Zugangspavillon abgerissen und der bestehende U-Bahnhof der U4 mit dem neuen Fußgängerverteilergeschoss verbunden. Als Stützpfeiler für den nun verschlossenen Ausgang verwendete man Pfeiler des abgerissenen Bahnhofs Richard-Wagner-Platz. Weil die geplante U10 bis heute nicht realisiert und das Verteilergeschoss somit nur teilweise genutzt und benötigt wurde, waren zunächst nur zwei Zugänge auf der westlichen Seite der Hauptstraße fertiggestellt worden. 2001 zog in die Restfläche ein Lidl-Discountmarkt ein; parallel hierzu wurden auch die Zugänge auf der Ostseite der Hauptstraße geöffnet sowie ein Personenaufzug gebaut. 2003 wurde ein zweiter Ausgang eröffnet, der auf die Innsbrucker Straße führt.

## S-Bahnhof
Der S-Bahnhof Innsbrucker Platz ist die jüngste Station der Ringbahn. Er wurde am 1. Juli 1933 eröffnet und war mit Ausnahme einer kriegsbedingten Unterbrechung im April/Mai 1945 bis 31. Mai 1972 in Betrieb. Der Bau der Stadtautobahn sowie der Bau des U-Bahnhofs für die geplante U10 machten eine Umgestaltung des namensgebenden Platzes sowie einen Neubau der Ringbahn-Brücke erforderlich, sodass der S-Bahnhof bis zum 30. September 1979 geschlossen blieb. Nach der Stilllegung der Ringbahn infolge des Reichsbahnerstreiks 1980 wurde der Personenverkehr zu diesem Bahnhof nicht wieder aufgenommen. Erst nach der politischen Wende wurde am 17. Dezember 1993 das erste Teilstück des sanierten Südrings wieder eröffnet, darunter auch der S-Bahnhof Innsbrucker Platz. Auf den Bahnsteig führt neben einer Treppe auch ein Schrägaufzug, wodurch der Bahnhof barrierefrei ist.
Seit Ende 2015 erfolgt die Zugabfertigung durch den Triebfahrzeugführer mittels Führerraum-Monitor (ZAT-FM).

## Verkehr
Von den Linien S41, S42, S46 und U4 bestehen Umsteigemöglichkeiten zu den Omnibuslinien M48, M85, 143, 187 und 248 der BVG.
| Linie | Verlauf | Takt in der HVZ |
| ----- | --- | --------------- |
| ↻ ↺   | Gesundbrunnen – Schönhauser Allee – Prenzlauer Allee – Greifswalder Straße – Landsberger Allee – Storkower Straße – Frankfurter Allee – Ostkreuz – Treptower Park – Sonnenallee – Neukölln – Hermannstraße – Tempelhof – Südkreuz – Schöneberg – Innsbrucker Platz – Bundesplatz – Heidelberger Platz – Hohenzollerndamm – Halensee – Westkreuz – Messe Nord/ZOB – Westend – Jungfernheide – Beusselstraße – Westhafen – Wedding – Gesundbrunnen \|\| 05 min |                 |
|       | Westend – Messe Nord/ZOB – Westkreuz – Halensee – Hohenzollerndamm – Heidelberger Platz – Bundesplatz – Innsbrucker Platz – Schöneberg – Südkreuz – Tempelhof – Hermannstraße – Neukölln – Köllnische Heide – Baumschulenweg – Schöneweide – Johannisthal – Adlershof – Grünau – Eichwalde – Zeuthen – Wildau – Königs Wusterhausen \|\| 20 min |                 |
|       | Nollendorfplatz – Viktoria-Luise-Platz – Bayerischer Platz – Rathaus Schöneberg – Innsbrucker Platz \|\| 05 min |                 |